# Indrajit Gupta
Indrajit Gupta (* 18. März 1919 in Kalkutta, Präsidentschaft Bengalen, Britisch-Indien; † 20. Februar 2001 in Kolkata, Westbengalen) war ein indischer Politiker der Communist Party of India (CPI), der zwischen 1960 und 1977 sowie erneut von 1980 bis zu seinem Tode 2001 Mitglied der Lok Sabha, des Unterhauses des indischen Parlaments (Bhāratīya saṃsad), war. Gupta war des Weiteren von 1989 bis 1990 Präsident des Weltgewerkschaftsbundes sowie zwischen 1990 und 1996 Generalsekretär der CPI. Er war ferner zwischen 1996 und 1998 als Innenminister neben dem damaligen Landwirtschaftsminister Chaturanan Mishra einer der beiden ersten kommunistischen Unionsminister Indiens. Zum Zeitpunkt seines Todes war er mit 38 Jahren Parlamentszugehörigkeit das dienstälteste Mitglied der Lok Sabha.

## Leben

### Lok-Sabha-Mitglied
Indrajit Gupta, Sohn von Satish Chandra Gupta, absolvierte ein grundständiges Studium am St. Stephen’s College sowie am King’s College der University of Cambridge und schloss dieses mit einem Bachelor of Arts (B.A.) mit Auszeichnung ab. Er schloss sich zwischen 1948 und 1950 einer kommunistischen Untergrundbewegung an und wurde wegen seines Engagements 1953 sowie erneut 1959 verhaftet. 1960 wurde er bei einer Nachwahl im Wahlkreis Calcutta South West für die Communist Party of India (CPI) erstmals zum Mitglied der Lok Sabha gewählt, des Unterhauses des indischen Parlaments (Bhāratīya saṃsad). Diesem gehörte er nach seinen Wiederwahlen bei der Wahl vom 19. bis 25. Februar 1962, Wahl vom 15. bis 21. Februar 1967 sowie der Wahl vom 1. bis 10. März 1971 von der zweiten bis zur fünften Legislaturperiode bis zur Wahl vom 16. bis 20. März 1977 an. Während dieser Zeit wurde er 1969 abermals für sein Engagement in der CPI verhaftet.
Nach seiner Wiederwahl im Wahlkreis Basirhat bei der Wahl vom 3. bis 6. Januar 1980 zum Mitglied der Lok Sabha war Gupta von 1980 bis 1990 Generalsekretär des All-Indischen Gewerkschaftsbundes AITUC (All India Trade Union Congress). Daneben wurde er 1982 auch Vizepräsident des Weltgewerkschaftsbundes. Bei der Wahl am 24., 27. und 28. Dezember 1984 wurde er abermals zum Mitglied der Lok Sabha gewählt und war in der achten Legislaturperiode zwischen 1985 und 1989 Mitglied des Ausschusses für Allgemeine Angelegenheiten. Zugleich war er zwischen 1986 und 1987 auch Mitglied des Petitionsausschusses und Mitglied des Unternehmensbeirates. Er wurde bei der Wahl am 22. und 26. November 1989 im Wahlkreis Midnapore wieder zum Mitglied der Lok Sabha gewählt. In der Folgezeit war er in der neunten Legislaturperiode weiter Mitglied des Unternehmensbeirates und wurde 1990 auch Mitglied des Ausschusses zur Reform der aus dem Jahre 1955 stammenden Geschäftsordnung des Sekretariats des Unterhauses (Lok Sabha Secretariat Rules, 1955). Daneben war er zwischen 1990 und 1991 auch noch Mitglied des Ausschusses der Parlamentsbibliothek, Mitglied des Geschäftsordnungsausschusses sowie Mitglied des Beratungsausschusses des Innenministeriums.

### Präsident des Weltgewerkschaftsbundes und CPI-Generalsekretär
Des Weiteren löste Indrajit Gupta 1989 Sándor Gáspár als Präsident des Weltgewerkschaftsbundes ab, übergab dieses Amt jedoch bereits im darauf folgenden Jahr 1990 an den bisherigen Generalsekretär des Weltgewerkschaftsbundes Ibrahim Zakaria. Er selbst wiederum löste 1990 den seit 1962 amtierenden Generalsekretär der Communist Party of India, Chandra Rajeswara Rao, ab. Diese Parteifunktion hatte er bis 1996 inne und wurde daraufhin von Ardhendu Bhushan Bardhan abgelöst.
Bei der Wahl am 20. Mai, sowie 12. und 15. Juni 1991 erfolgte seine Wiederwahl zum Mitglied der Lok Sabha, woraufhin er in der zehnten Legislaturperiode Mitglied des Beratungsausschusses des Verteidigungsministeriums war. 1992 wurde ihm der „Outstanding Parliamentarian Award“ verliehen, eine Auszeichnung für herausragende Verdienste von Parlamentsabgeordneten. Zuletzt war er zwischen 1995 und 1996 Vorsitzender des Verteidigungsausschusses der Lok Sabha.

### Innenminister
Auch bei der Wahl am 27. April, sowie 2. und 7. Mai 1996 wurde Indrajit Gupta wiederum zum Mitglied der Lok Sabha gewählt. Kurz darauf wurde er am 28. Juni 1996 als Innenminister in das Kabinett Deve Gowda berufen und bekleidete dieses Ministeramt bis zum Ende von Deve Gowdas Amtszeit am 21. April 1997. Das Amt des Innenministers bekleidete er vom 22. April 1997 bis zum 19. März 1998 auch im nachfolgenden Kabinett Gujral. neben dem damaligen Landwirtschaftsminister Chaturanan Mishra einer der beiden ersten kommunistischen Unionsminister Indiens.
Bei der Wahl am 16., 22., 23. und 28. Februar sowie am 7. März 1998 wurde er erneut zum Mitglied der Lok Sabha gewählt. Daraufhin war er in der zwölften Legislaturperiode zwischen März 1998 und Oktober 1999 Mitglied des Verteidigungsausschusses, Mitglied des Ausschusses für Allgemeine Angelegenheiten sowie Mitglied des Beratungsausschusses des Verteidigungsministeriums. Er wurde bei der Wahl zwischen dem 5. September und 4. Oktober 1999 wiederum Mitglied der Lok Sabha gewählt. In der 13. Legislaturperiode fungierte er zwischen 1999 und 2000 Vorsitzender der Fraktion der CPI in der Lok Sabha. Zudem war er von 1999 bis zu seinem Tode am 20. Februar 2001 Vorsitzender des Ausschusses für untergeordnete Gesetzgebung sowie zugleich weiterhin Mitglied des Verteidigungsausschusses und Mitglied des Ausschusses für Allgemeine Angelegenheiten. Zum Zeitpunkt seines Todes war er mit 38 Jahren Parlamentszugehörigkeit das dienstälteste Mitglied der Lok Sabha.
Aus seiner am 7. Juni 1981 geschlossenen Ehe mit Suraiya Gupta gingen ein Sohn und drei Töchter hervor.